# Restauration Stuart
Pour les articles homonymes, voir Restauration.

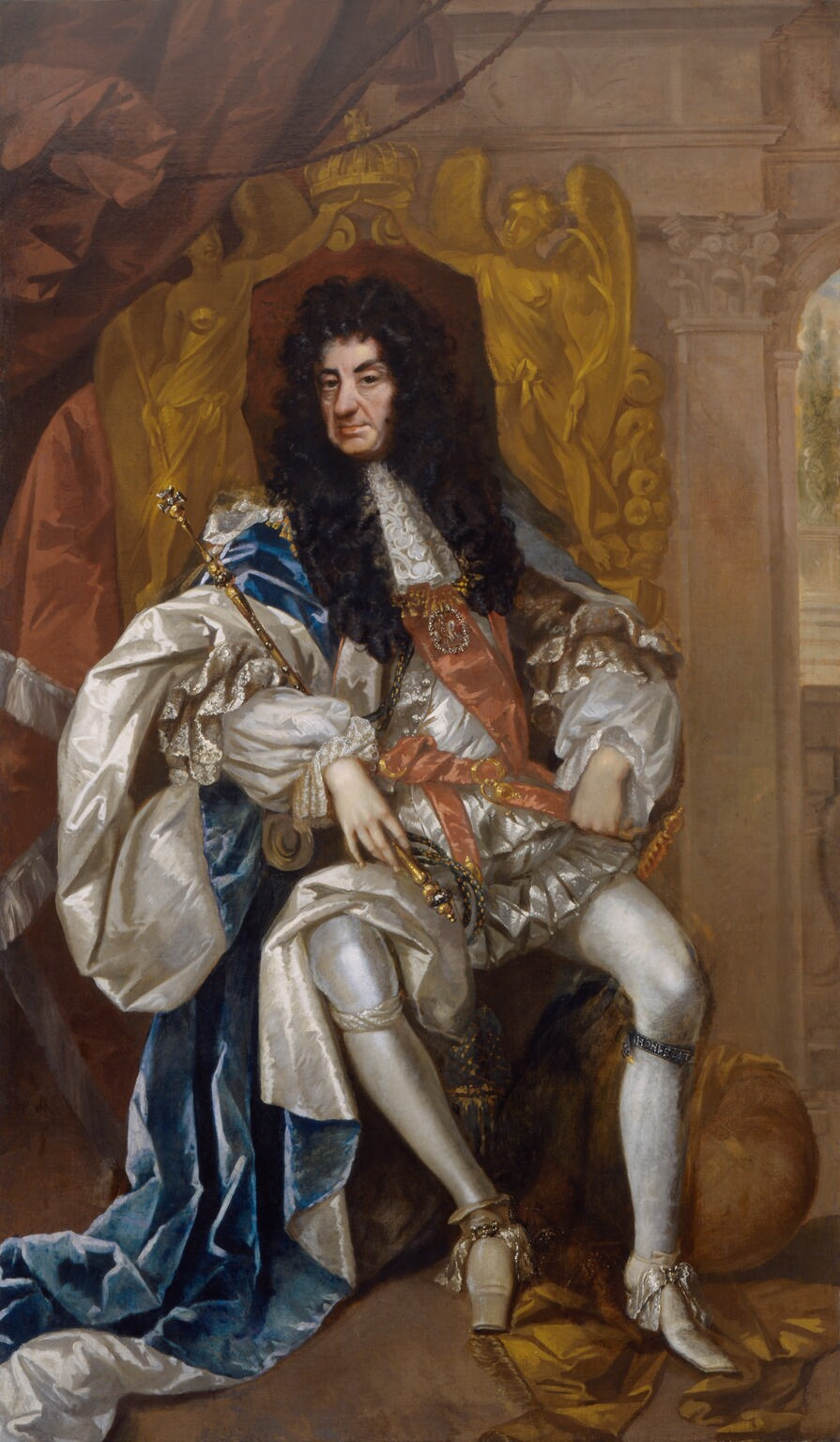
Portrait de Charles II, attribué à Thomas Hawker, vers 1680, National Portrait Gallery (Londres).

La Restauration Stuart (en anglais : Stuart Restoration, ou parfois simplement the Restoration) est un épisode de l’histoire des îles Britanniques qui débute en 1660 lorsque la monarchie de Maison Stuart fut restaurée sous le règne de Charles II, après la Première révolution anglaise et l'interrègne anglais, et s'achève en 1688 avec la Glorieuse Révolution. Le terme de « Restauration » peut désigner les événements ayant mené au retour du roi, mais aussi la période couvrant les règnes de Charles II et Jacques II.
La restauration de la monarchie Stuart en 1660, après les guerres des Trois Royaumes et une décennie d'exercice du pouvoir par le parlement protestant et son dirigeant Oliver Cromwell, est une période importante de l'histoire britannique car elle correspond à l'expansion de l'empire colonial des Amériques, où s'étaient réfugiés de nombreux partisans du roi Charles II, dont le père Charles Ier avait été décapité le 30 janvier 1649 à Whitehall près de Westminster.

## La mort d'Olivier Cromwell (1658)
En exil, Charles II s'était efforcé de prendre le commandement des armées écossaises mais il doit surtout son rétablissement à la mort d'Oliver Cromwell (3 septembre 1658), dont le fils, Richard Cromwell, est incapable de réunir les partisans, une partie des chefs militaires de la New Model Army décidant de revenir dans le giron de la royauté. Charles II les remercie par l'octroi d'immenses propriétés dans le Nouveau-Monde, en particulier en Virginie, dans le New Jersey et surtout en Caroline. Cette expansion amène tout naturellement le roi d'Angleterre à prendre en 1664 le contrôle, plus au nord, des colonies suédoises, wallonnes et hollandaises en particulier celle de la Nouvelle-Néerlande dont la plus grande ville est rebaptisée New York, en l'honneur de son frère le duc d'York (futur Jacques II). Dès lors, les protestants, appelés aussi puritains, se retrouvent isolés à l'extrémité nord-est de la côte américaine, dans la Nouvelle-Angleterre, plus peuplée que les autres colonies mais excentrée.

## L'expansion coloniale
Cette politique d'expansion coloniale passe par la mise au pas des corsaires, pirates et autres boucaniers qui sévissaient dans les Caraïbes et qui avaient leur principal quartier général à la Jamaïque, dont les gouverneurs successifs, Thomas Modyford et Thomas Lynch, sont chargés de mettre au pas les pirates pour favoriser l'avènement de la culture du sucre. Henry Morgan, ancien chef des pirates, devient ainsi l'un des plus riches planteurs de l'île.
L'expansion coloniale correspond pendant cette période à la mise en place de lois facilitant le développement de l'esclavage et par une série de trois guerres anglo-néerlandaises essentiellement confinées aux mers du Nouveau-Monde, même si l'amiral hollandais De Ruyter créera l'émotion en remontant la Tamise. C'est aussi l'époque du grand incendie de Londres. L'essor rapide de la traite négrière dans les colonies, jusque-là monopole des Hollandais, est facilité par la création de la Compagnie royale d'Afrique, dont le gouverneur et frère du roi, le duc d'York Jacques II, fait imprimer au fer rouge ses initiales « DY » sur l'épaule des captifs, avant de monter sur le trône pour seulement trois ans en 1685.

## La fin des Stuart et la Glorieuse Révolution
La période de la Restauration s’achève avec la fin de la dynastie des Stuarts et l’éclatement de la Glorieuse Révolution, en 1688. Elle donne lieu à une activité intellectuelle foisonnante : la littérature de la Restauration anglaise, période dont les bornes chronologiques sont cependant affaire de conventions contestées, et qui diffèrent très sensiblement selon le genre littéraire envisagé. Ainsi, le théâtre conserve une influence dominante jusqu'en 1700, alors que la poésie du même esprit décline dès 1666, au cours de la fameuse « année des miracles » mise en vers par John Dryden. La prose de la Restauration, quant à elle, connaît sa crise à partir de 1688, à la suite du conflit militaire européen engendré par la Glorieuse Révolution, qui se traduit par la montée en puissance du journalisme et des périodiques, portée par le non-renouvellement de la censure à partir de la Glorieuse Révolution, la Restauration ayant au contraire coïncidé avec un durcissement de la loi dans ce domaine.